# 蘭儀縣
蘭儀縣，河南省舊縣名。故治在今河南省蘭考縣。
原名蘭陽縣，道光四年（1824年）與儀封廳合并，改為蘭儀縣，屬開封府。宣統元年（1909年），為避清末帝諱，又改名蘭封縣。1954年與考城縣合并為蘭考縣。